# Opel Kadett D
L' Opel Kadett D és un model de vehicle de classe compacta d'Adam Opel AG i es va construir des de l'agost de 1979 fins al juliol de 1984. És el successor del Kadett C i la seva plataforma GM-T de 1973. Amb aquest model a la plataforma GM-T des de 1979, es va introduir un concepte de tracció amb motor transversal i tracció davantera.
Des del punt de vista econòmic, el Kadett D va ser un dels models més importants de l'època per a Opel i es va apropar al VW Golf, que va tenir molt d'èxit en aquesta classe.
Des de l'agost de 1984 va ser substituït pel successor Opel Kadett E.

## Història del model

### General

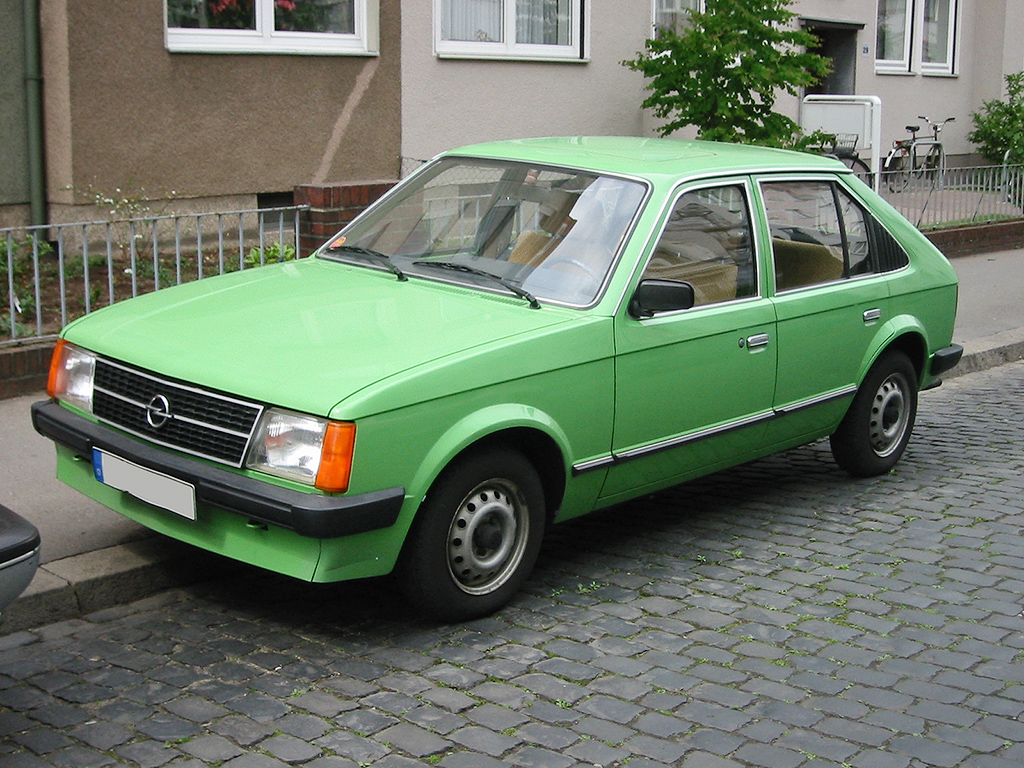
Opel Kadett 1.3 D (1983)

Amb el Kadett D, Opel va oferir per primera vegada un cotxe amb tracció davantera. El motor era transversal a la direcció de la marxa i accionava les rodes davanteres mitjançant una unitat diferencial d'engranatges autoblocant.
El Kadett D es va oferir en quatre estils de carrosseria:
- Hatchback amb porta posterior petita (dues o quatre portes)
- Hatchback amb porta posterior gran (tres o cinc portes)
- Familiar (caravana) de tres o cinc portes
- Furgonetes amb tres portes i sense finestres laterals posteriors (des de setembre de 1983)

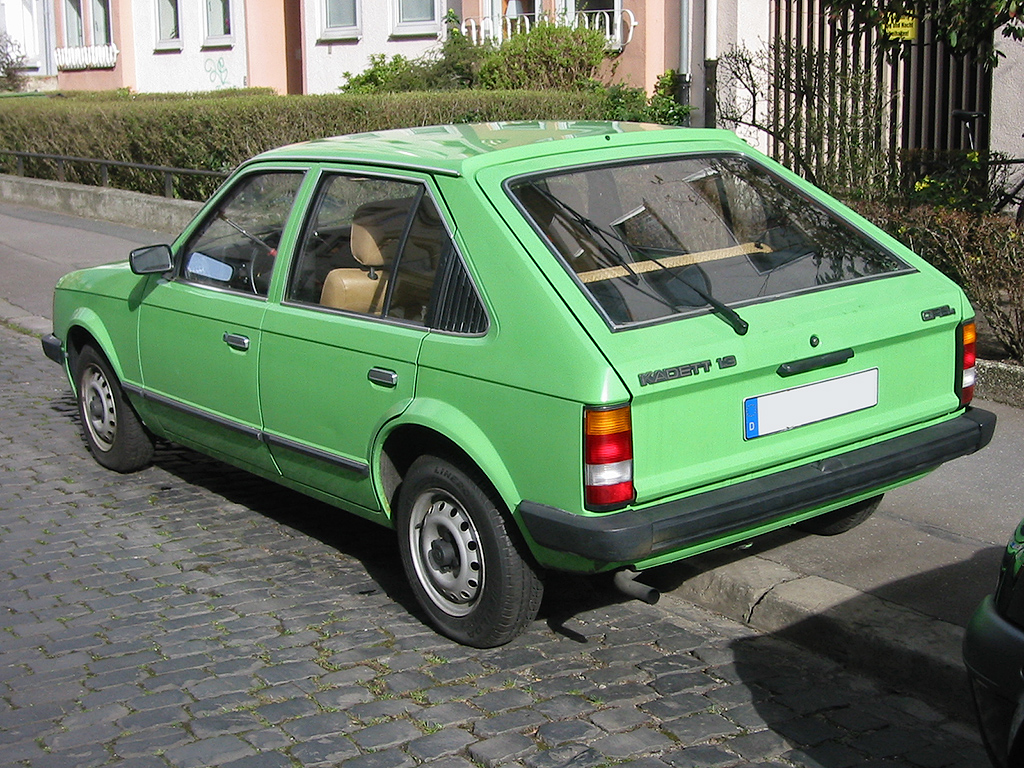
Kadett amb porta posterior gran
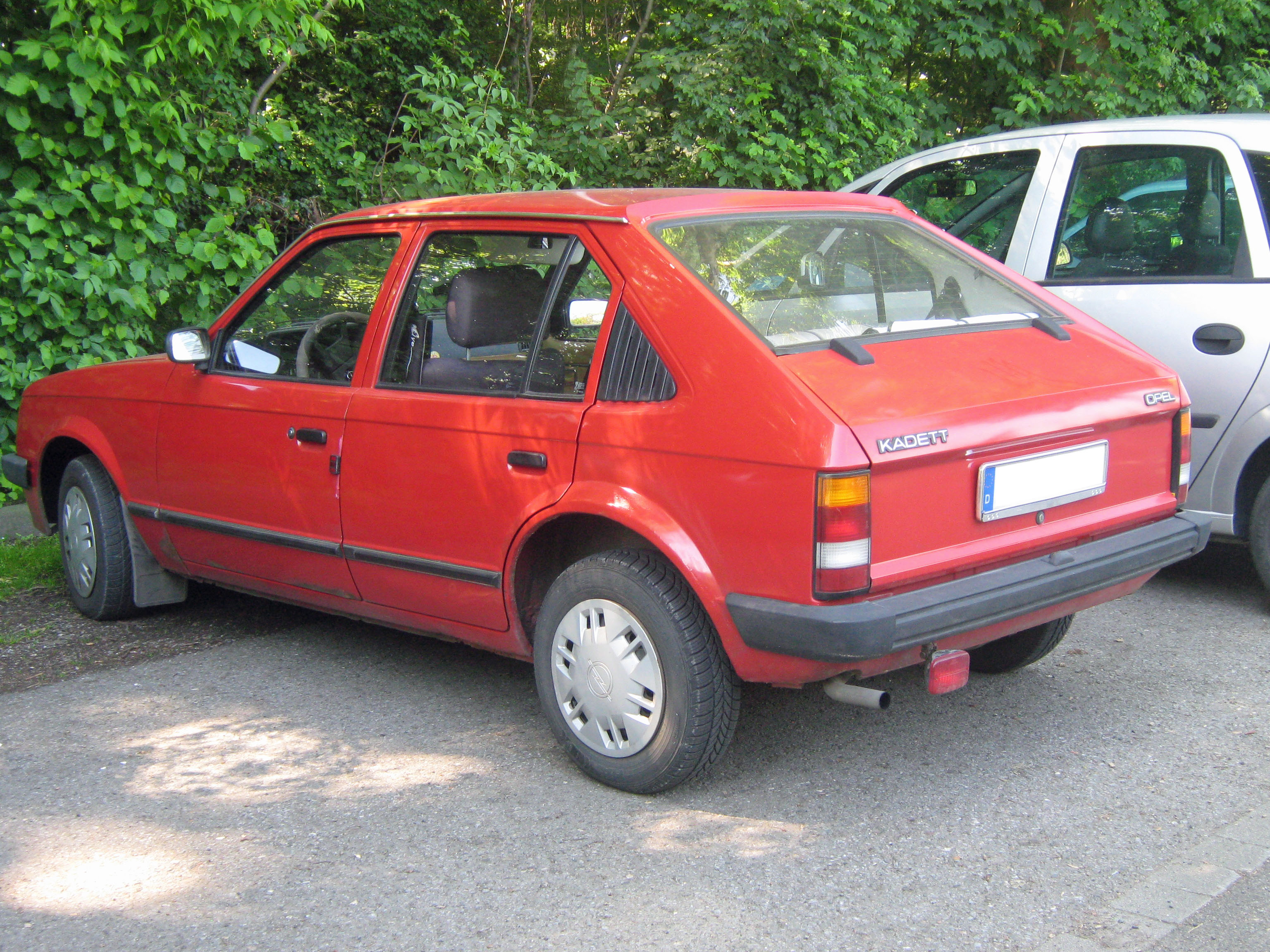
Kadett amb porta posterior petita
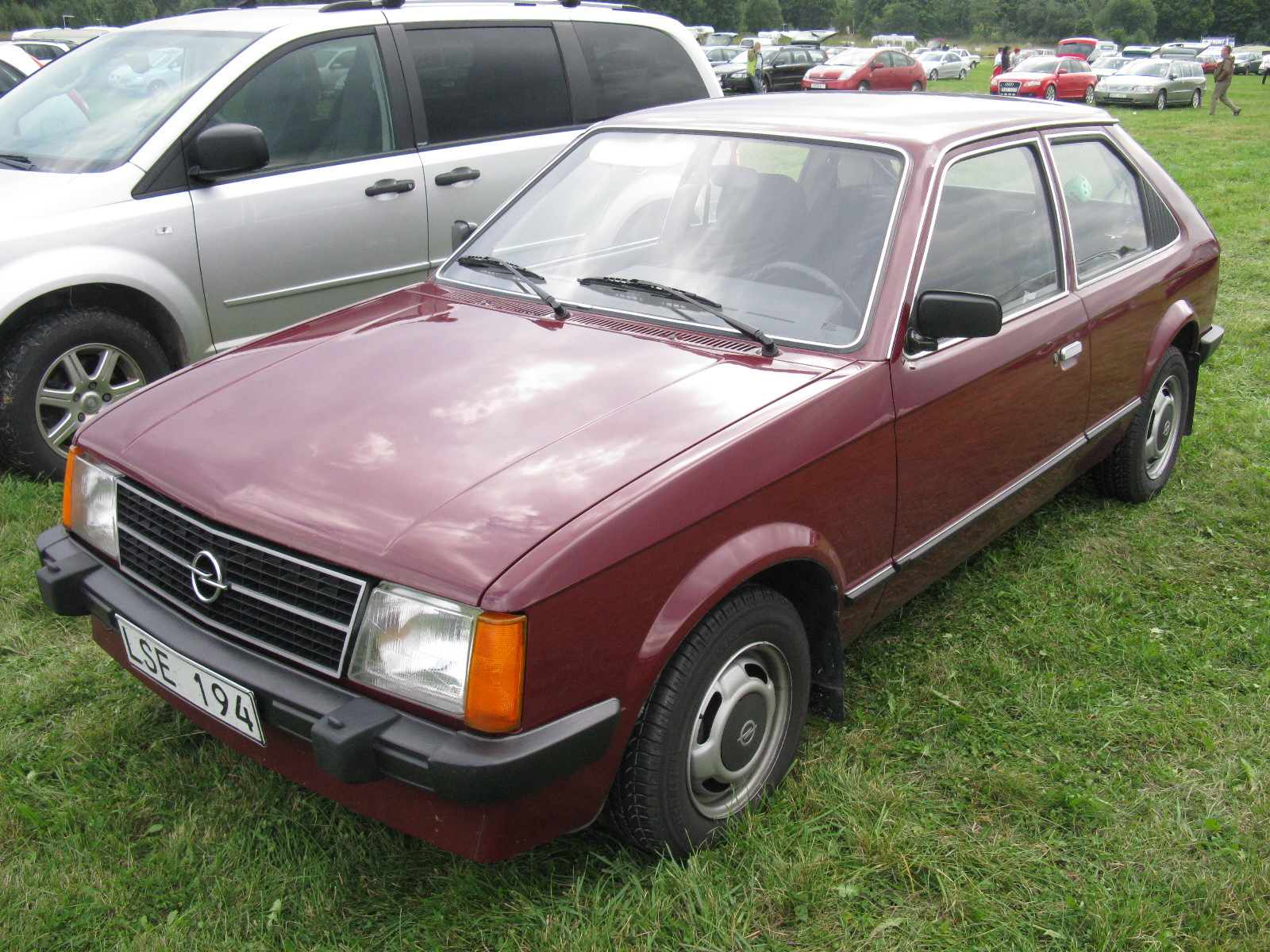
Opel Kadett 3-Portes
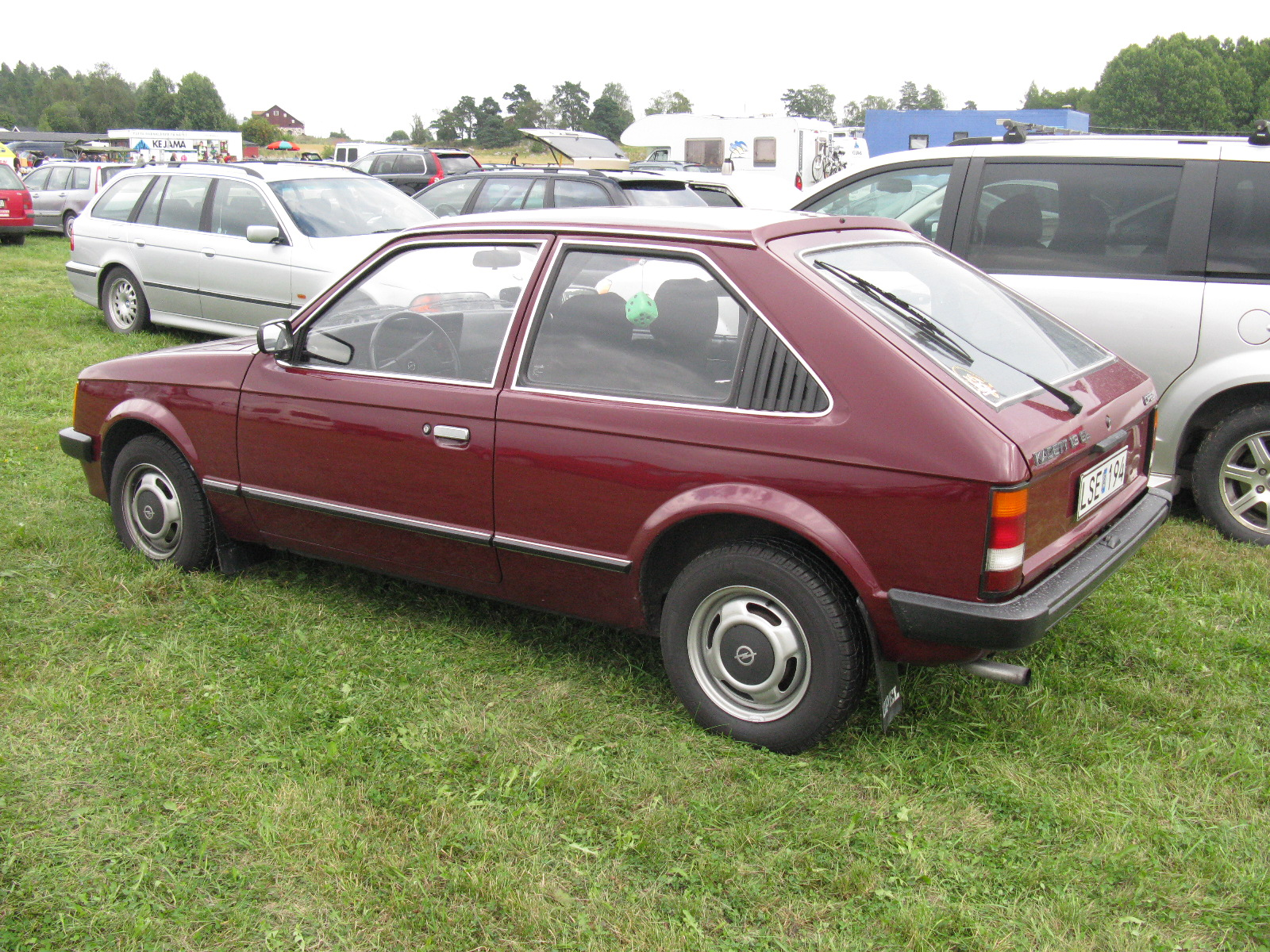
Opel Kadett 3-Portes
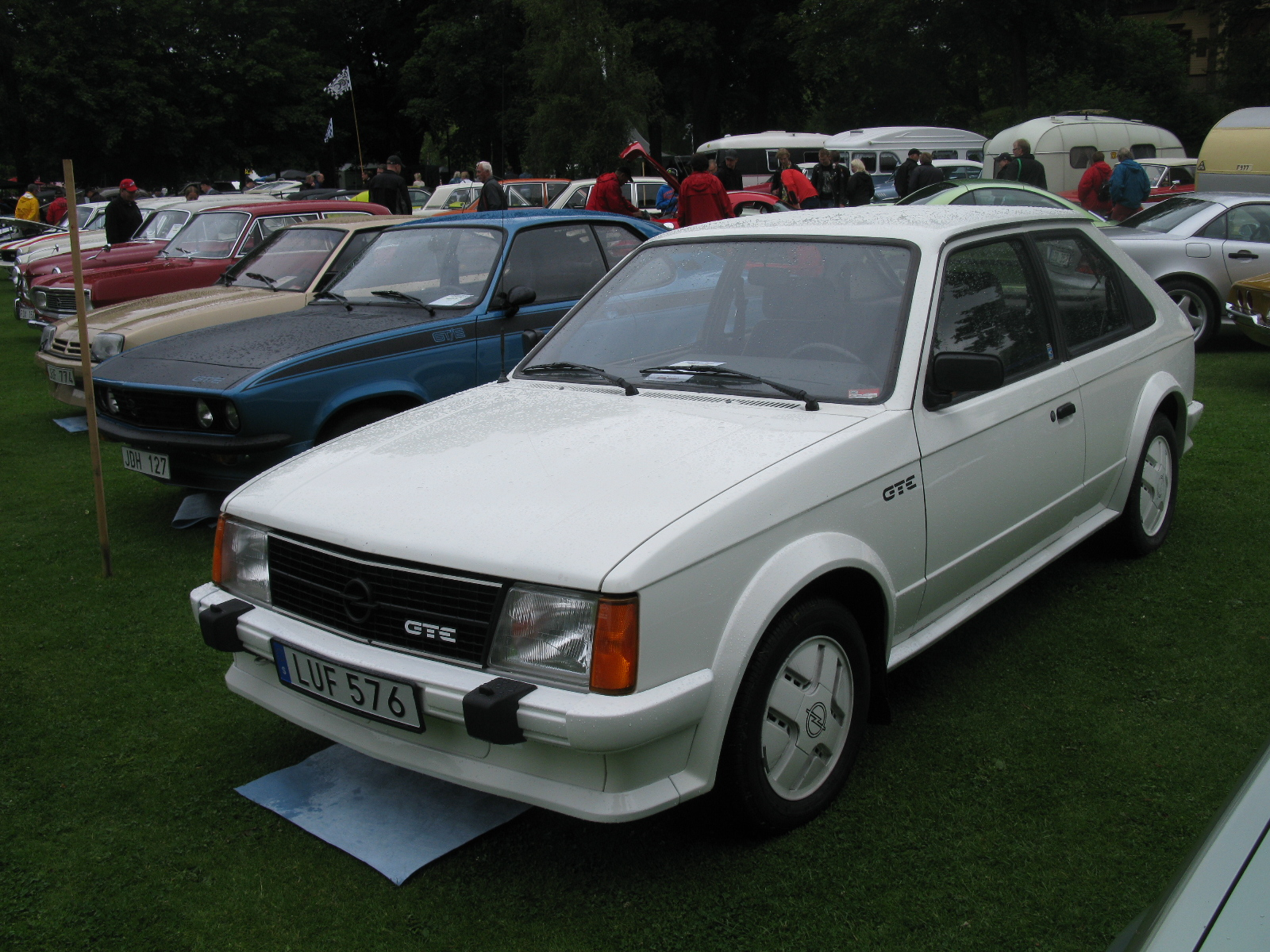
Opel Kadett GTE (1979–1984)
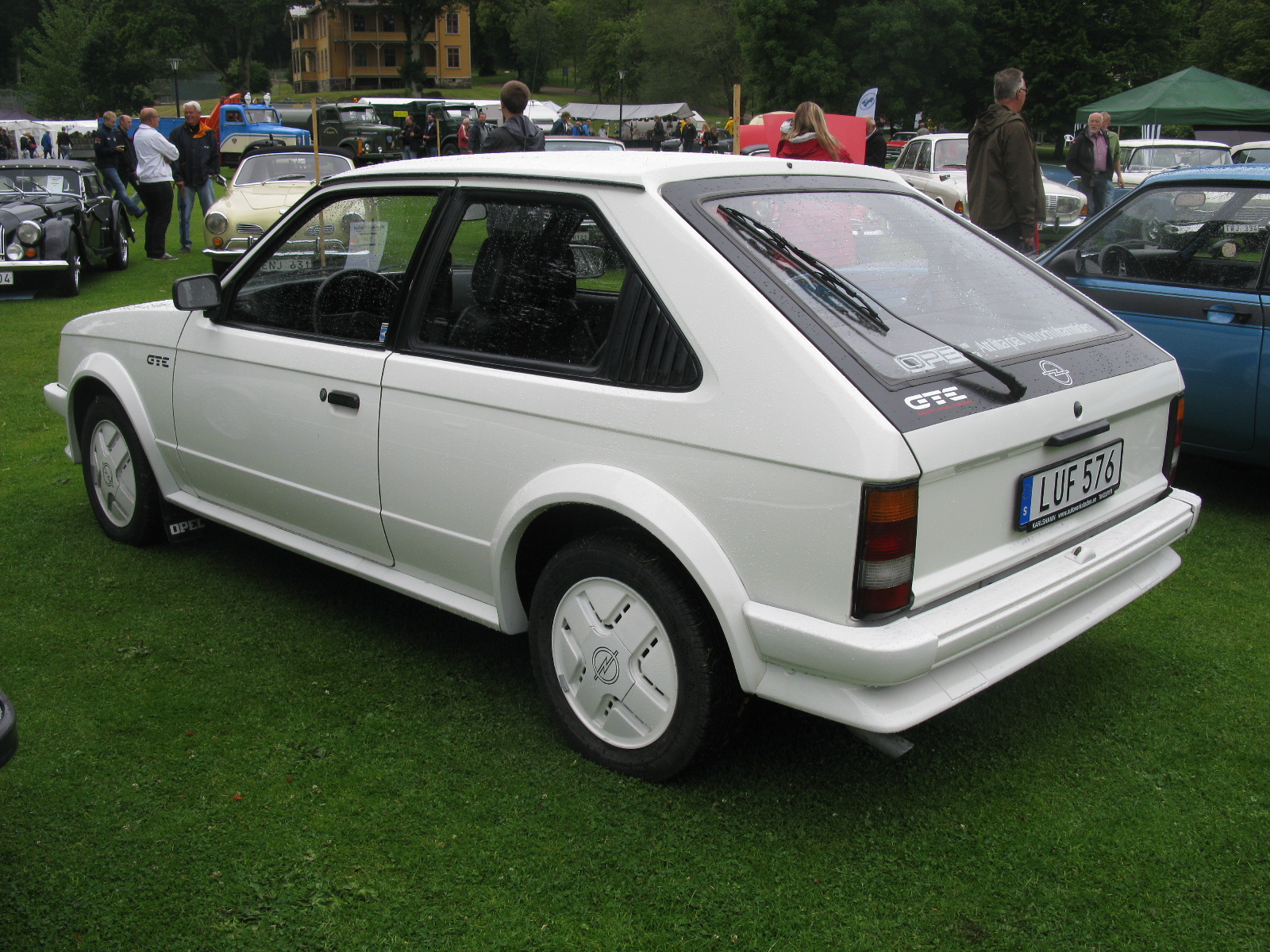
Opel Kadett GTE (1979–1984)
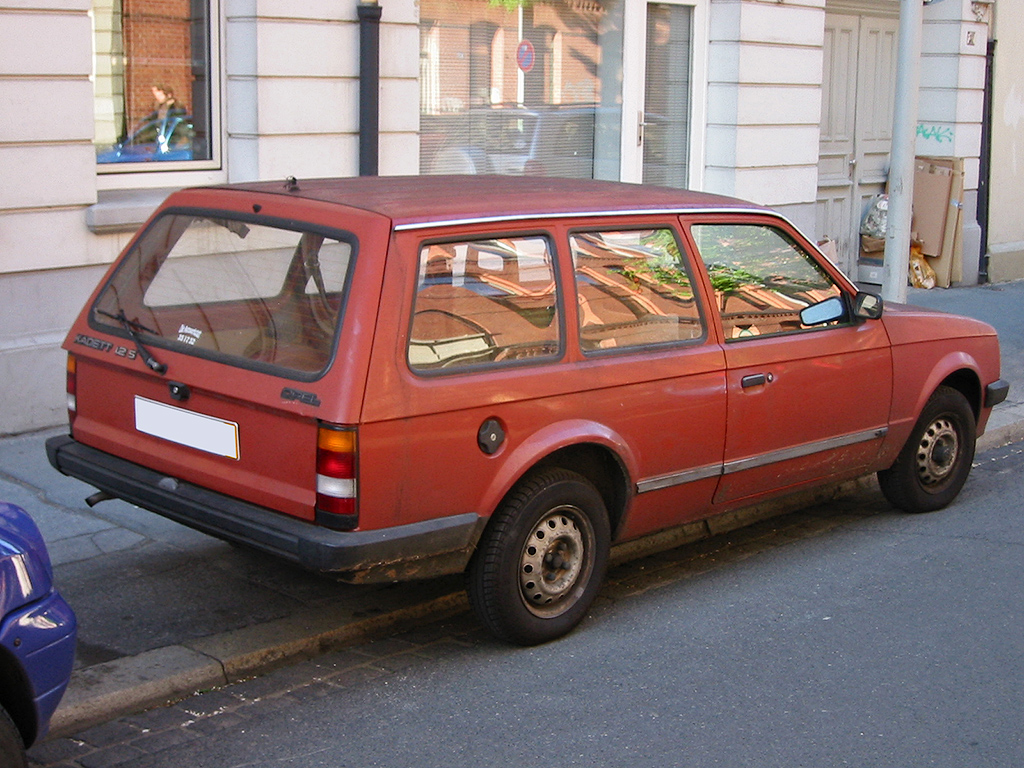
Opel Kadett Caravan 3-Portes (1979–1984)
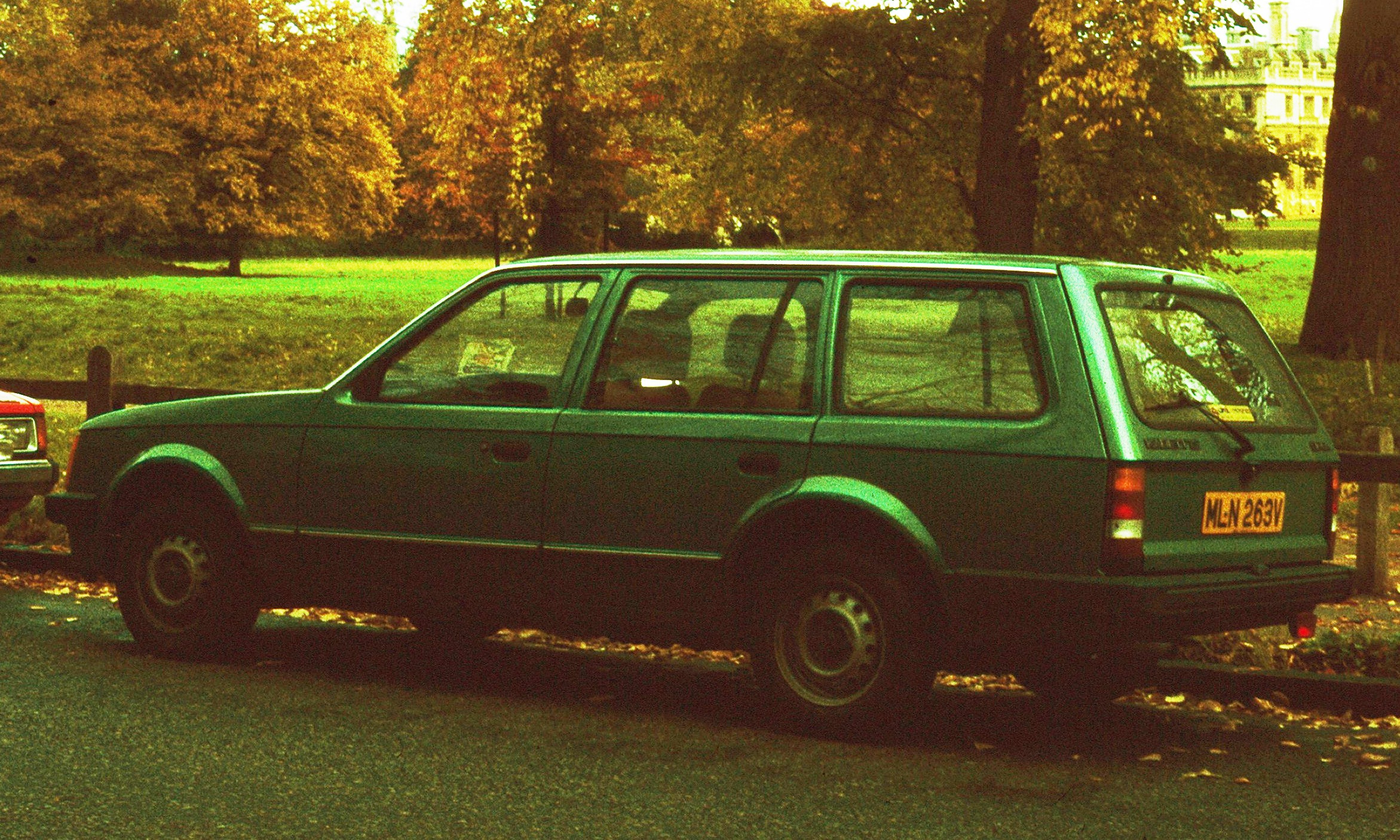
Opel Kadett Caravan 5-Portes (1979–1984)

Una característica especial era que els models hatchback estaven disponibles amb dues variants de porta posterior: l'estàndard era una petita tapa del maleter, que es reconeixia per les dues frontisses externes sota la finestra posterior i una safata fixa. Hi havia un model amb un portell posterior que estava connectat a la vora del sostre i tenia una finestra posterior integrada que aixecava la safata quan s'obria el maleter. Es van vendre molts més vehicles de tres i cinc portes que els de dues o quatre portes

## Variants

### Nivells d'acabat

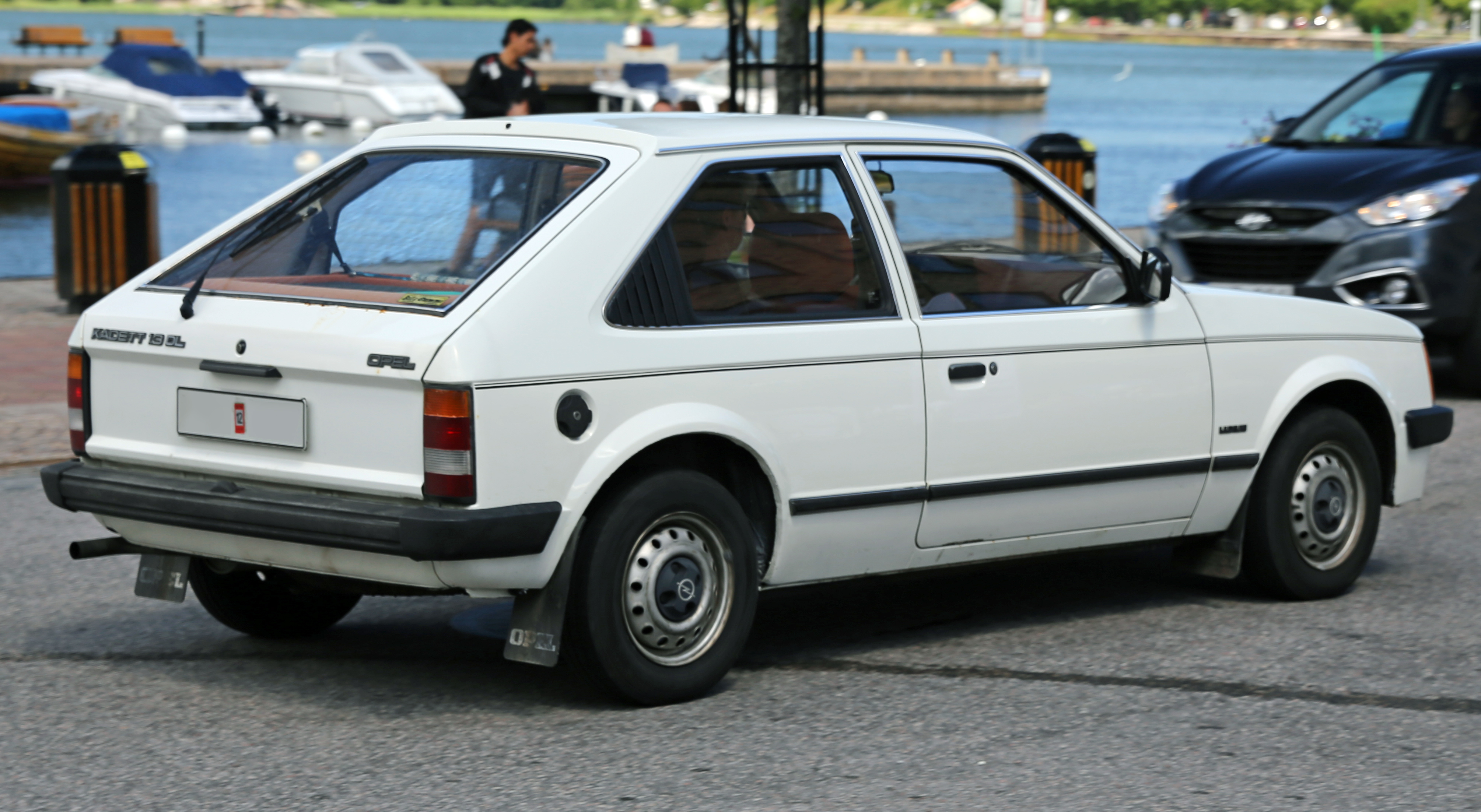
Opel Kadett 1.3 DL Luxury (1983)

L'Opel Kadett D es va oferir en els nivells d'acabat següents:
limusina
- limusina
  - Kadett (per defecte)
  - Kadett Luxus (fins a l'8/81 sense lletres de Luxus)
  - Kadett Berlina
  - Kadett SR
  - Kadett GTE (a partir de 3/83)
- camioneta
  - Caravana Kadett (Estàndard)
  - Kadett Caravan Luxus (fins a l'8/81 sense lletra Luxus)
  - Viatge Kadett (a partir de 3/80)
  - Kadett Voyage Berlina (a partir de 3/80, només cinc portes)
- models especials
  - Kadett Pirsch (a partir del 9/81 com a vehicle utilitari tot terreny)
  - Kadett J (a partir del 10/81, a partir del 9/83 també com a dièsel i caravana)
  - Kadett GLS (a partir del 9/83, també com a caravana de cinc portes)
  - Kadett Corsa (només disponible en els colors negre, vermell i marró), estava decorat amb ratlles laterals daurades i la lletra Corsa. Això només es va vendre fins que Opel va llançar el model Corsa A més petit. El nombre de peces estava limitat a 5000 cotxes.

### Kadett SR

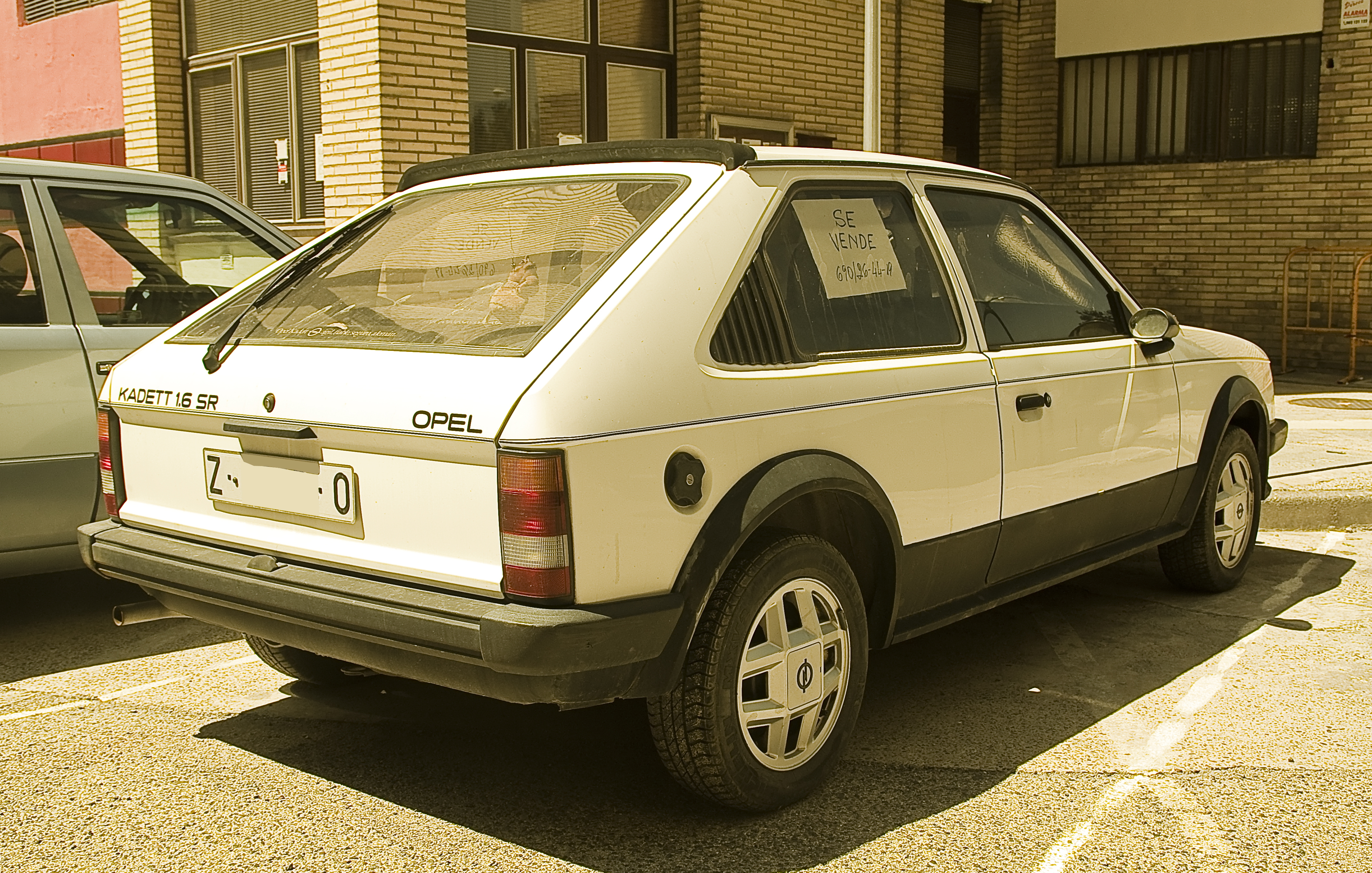
Opel Kadett 1.6 SR (1982)

El Kadett SR només estava disponible amb els motors 1.3S i 1.6S. El cos estava cobert amb làmina negra mat a la part inferior fins a l'alçada dels para-xocs. A més, també es van instal·lar protectors de parafangs negres, spoilers davanters, llandes d'aliatge i faldons laterals de 9/81. Des de l'abril de 1983, les llantes d'alumini estaven subjectes a un recàrrec, i les llantes esportives d'acer de 14 polzades eren estàndard a partir d'aleshores.
A l'interior, l'acabat SR es diferenciava dels altres nivells d'acabat amb seients esportius de Recaro i instruments addicionals al quadre d'instruments. Tots els models SR fins a l'any model 1981 presentaven els panells de les portes de la versió estàndard. A partir de l'any model 1982, aquests van ser substituïts com a part del rentat de cara més gran pels panells de les portes del model "Luxe", que ara es van ampliar cap avall.
El SR es va lliurar principalment com a model de tres portes, però també estava disponible com a model de dues portes amb una petita tapa del maleter fins a l'agost de 1981 i com a model de cinc portes a partir de setembre de 1982. Els motors 1.3S amb 55 kW/75 PS, però, tenia una notòria debilitat del motor. Periòdicament es van trobar defectes, especialment als arbres de lleves. Aquest problema (enduriment insuficient) també es va produir al 1.3N els primers anys de construcció, però es va eliminar ràpidament com a part de les mesures de revisió, i els propietaris afectats també podien esperar la bona voluntat d'Opel.
El 1982, es va oferir una variant dièsel del Kadett SR per al mercat italià. Aquesta versió, anomenada SRD Diesel, comptava amb el motor dièsel 1.6L.

### KadettGTE

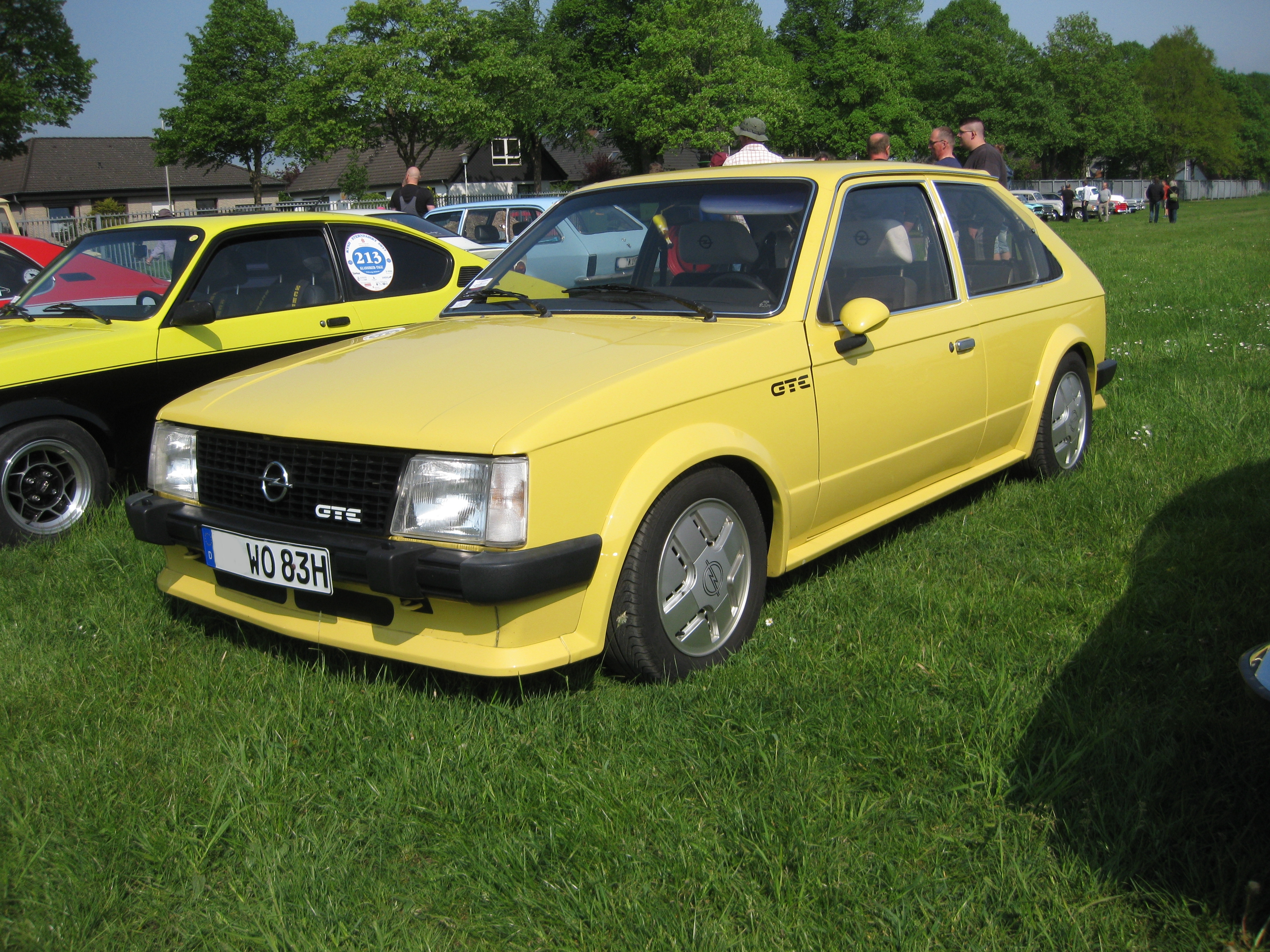
Opel Kadett D GTE

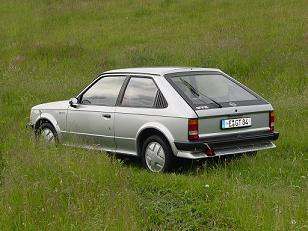
Opel Kadett GTE (1983-1984)

A principis de 1983 es va presentar el Kadett GTE amb el motor de 85 kW (115 CV). El seu motor d'injecció d' 1,8 litres pertanyia a la nova generació de motors OHC amb culata d'aliatge lleuger i compensació de joc de vàlvules hidràulica, que es va construir en noves línies de producció a la planta de components de Kaiserslautern.
Exteriorment, la variant GTE es diferenciava del Kadett SR en extensions del color de la carrosseria, faldilles laterals, spoiler davanter i retrovisors exteriors, una pel·lícula negra al voltant de la finestra posterior i les llandes d'aliatge lleuger de color platejat de l' Ascona C SR que van aparèixer un any. abans.
El GTE només es va produir durant una mica més d'un any. Es van produir aproximadament 36.300 unitats a la planta de Bochum i a la d'Anvers (Bèlgica), al voltant de dos terços d'elles com a vehicles amb volant a l'esquerra.
L'interior del GTE estava equipat amb seients esportius de Recaro en vellut gris fi, un volant esportiu amb un emblema GTE al botó de la botzina i pantalles addicionals al tauler d'instruments. A més, només el GTE tenia un velocímetre amb una escala de fins a 220 km/h reservats. En tots els altres models, l'escala del velocímetre va pujar a 200 km/h.

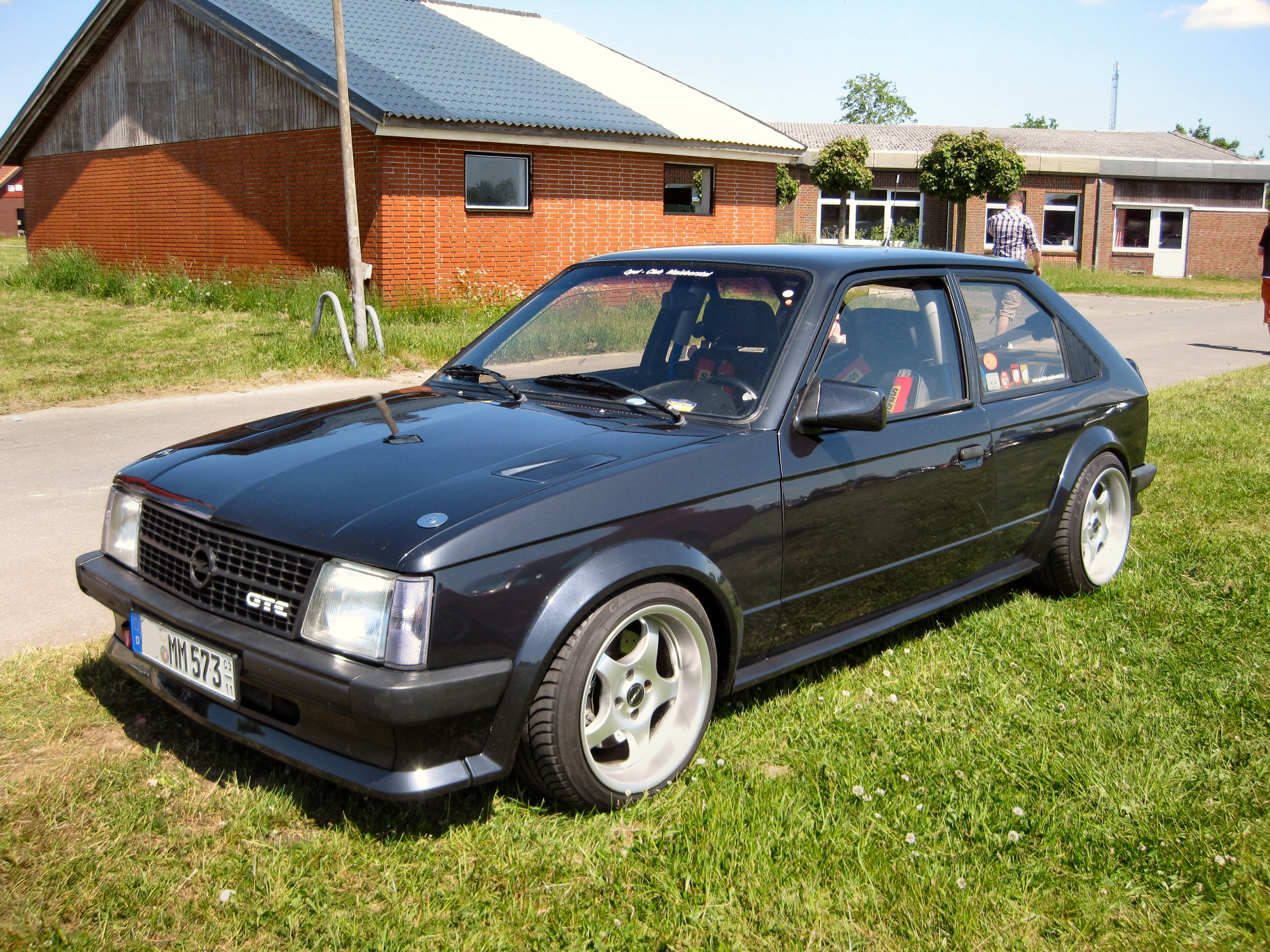
Exemple d'un GTE tuned

El Kadett GTE també tenia un amortidor de direcció, un amortidor de canvi a la caixa de canvis, un cos rebaixat, amortidors de pressió de gas i frens de disc davanters ventilats. Igual que els models SR, s'oferia amb tres i cinc portes.
Es podia triar entre els colors blanc polar, carmesí, plata i negre, mentre que la resta de models tenien la paleta de colors completa a la seva disposició. Amb pintura blanca, els para-xocs i les cantonades del para-xocs estan completament imprimats i pintats del color del vehicle. Quan estan pintades de blanc, les llandes d'aliatge lleuger també estan pintades del mateix color que el vehicle. Tots els altres models GTE tenien para-xocs negres i llandes d'aliatge platejades.
A causa de la seva susceptibilitat a l'òxid i de les orgies d'afinació dels anys 80 i 90, el Kadett D GTE es troba molt poques vegades en bones i originals condicions avui dia. Els GTE ben conservats amb un grau de condició d'1-2 s'ofereixen molt poques vegades i es comercialitzen molt més del que suggereixen les llistes de qualificació de joves .

## Tecnologia

### General
Els motors instal·lats al Kadett D es van desenvolupar recentment i es van utilitzar a l'Ascona B a partir del febrer de 1979. Amb una culata de flux creuat d'aliatge lleuger i un arbre de lleves en capçal (OHC), es van posar al dia amb l'estàndard tècnic de l'època en la construcció de motors de turisme. El resultat d'aquests dos salts tecnològics van ser unes xifres de vendes més properes a les del VW Golf, que venia al mercat amb aquest concepte des de 1974.
Un Kadett D amb el nou motor OHC estava disponible a partir del maig de 1981 amb una transmissió automàtica de 3 velocitats opcional. La transmissió automàtica estava disponible per al dièsel a partir de setembre de 1982.

### Motors de gasolina
L'Opel Kadett D es va oferir amb els següents motors:
- 1,0 N, 29 kW/40 PS (OHV) fins a 8/81, nombre de producció molt baix (10 unitats)
- 1.0S, 37 kW/50 PS (OHV) fins a 8/81, només per a exportació, p. B. a Itàlia
- 1,2N, 39 kW/53 HP (OHV) a 8/82
- 1.2S, 44 kW/60 HP (OHV) des de l'11/79
- 1,2S, 40 kW/55 PS (OHC) de 1982, xifres petites
- 1,3N, 44 kW/60 Sèrie PS (OHC) per a Voyage i Voyage Berlina
- 1.3S, 55 kW/75 Sèrie PS (OHC) per a SR
- 1.6S, 66 kW/90 PS (OHC) de l'8/81, no per a Kadett Pirsch
- 1.8E, 85 kW/115 PS (OHC) només per a GTE

### Motor dièsel
- 1.6D, 40 kW/54 PS (OHC) de 2/82, no per "Pirsch" i SR. Aquest motor de cambra de remolí es va desenvolupar a partir del motor de gasolina 1.6 S.

### Especificacions tècniques
| Especificacions Opel Kadett D 1979-1984 | | | | | | | |
| Opel Kadett :                           | 1.2 N | 1.2 S | 1.3 N | 1.3 S | 1.6 S | GTE | 1.6 D |
| Combustible:                            | normal | Súper | normal | Súper | Súper | Súper | dièsel |
| Motor:                                  | Motor de 4 cilindres en línia (quatre temps) | Motor de 4 cilindres en línia (quatre temps) | Motor de 4 cilindres en línia (quatre temps) | Motor de 4 cilindres en línia (quatre temps) | Motor de 4 cilindres en línia (quatre temps) | Motor de 4 cilindres en línia (quatre temps) | Motor de 4 cilindres en línia (quatre temps) |
| Desplaçament:                           | 1196 cc | 1196 cc | 1297 cc | 1297 cc | 1598 cc | 1796 cc | 1598 cc |
| Diàmetre × carrera:                     | 79×61 mm | 79×61 mm | 75 × 73,4 mm | 75 × 73,4 mm | 80 × 79,5 mm | 84,8 × 79,5 mm | 80 × 79,5 mm |
| rendiment </br> (cv) </br> a 1/min:     | 39 kW </br> (53 CV) </br> 5400 | 44 kW </br> (60 CV) </br> 5800 | 44 kW </br> (60 CV) </br> 5800 | 55 kW </br> (75 CV) </br> 5800 | 66 kW </br> (90 CV) </br> 5800 | 85 kW </br> (115 CV) </br> 5800 | 40 kW </br> (55 CV) </br> 4600 |
| Màx. parell motor </br> a 1/min:        | 80 Nm </br> 3600 | 86 Nm </br> 3300 | 92 Nm </br> 3600 | 99 Nm </br> 4200 | 123 Nm </br> 4000 | 148 Nm </br> 4800 | 94 Nm </br> 2400 |
| Compressió:                             | 7.8 : 1 | 9.0 : 1 | 8.2:1 | 9.2 : 1 | 9.2 : 1 | 9.5 : 1 | 23 : 1 |
| Preparació de la mescla:                | 1 carburador de corrent descendent | 1 carburador de corrent descendent | 1 carburador de corrent descendent | 1 registre de carburador de tirada descendent | 1 registre de carburador de tirada descendent | injecció electrònica (Bosch LE-Jetronic) | injecció de cambra de remolí |
| control de vàlvules:                    | Control de vàlvules OHV </br> arbre de lleves lateral, cadena d'un sol corró </br> para-xocs, balancins | Control de vàlvules OHV </br> arbre de lleves lateral, cadena d'un sol corró </br> para-xocs, balancins | Control de vàlvula OHC </br> arbre de lleves en cap, corretja de distribució </br> Elevadors hidràulics, balancins | Control de vàlvula OHC </br> arbre de lleves en cap, corretja de distribució </br> Elevadors hidràulics, balancins | Control de vàlvula OHC </br> arbre de lleves en cap, corretja de distribució </br> Elevadors hidràulics, balancins | Control de vàlvula OHC </br> arbre de lleves en cap, corretja de distribució </br> Elevadors hidràulics, balancins | Control de vàlvula OHC </br> arbre de lleves en cap, corretja de distribució </br> Elevadors hidràulics, balancins |
| Refrigeració:                           | refrigeració per aigua | refrigeració per aigua | refrigeració per aigua | refrigeració per aigua | refrigeració per aigua | refrigeració per aigua | refrigeració per aigua |
| Transmissió:                            | Caixa de canvis de 4 velocitats, palanca de canvi </br> (a. W. per a 1.6 S i caixa de canvis dièsel de 5 velocitats, per a la sèrie GTE; </br> a. W. per a 1,3 N/S, 1,6 S i automàtic dièsel de tres velocitats (Opel)) | Caixa de canvis de 4 velocitats, palanca de canvi </br> (a. W. per a 1.6 S i caixa de canvis dièsel de 5 velocitats, per a la sèrie GTE; </br> a. W. per a 1,3 N/S, 1,6 S i automàtic dièsel de tres velocitats (Opel)) | Caixa de canvis de 4 velocitats, palanca de canvi </br> (a. W. per a 1.6 S i caixa de canvis dièsel de 5 velocitats, per a la sèrie GTE; </br> a. W. per a 1,3 N/S, 1,6 S i automàtic dièsel de tres velocitats (Opel)) | Caixa de canvis de 4 velocitats, palanca de canvi </br> (a. W. per a 1.6 S i caixa de canvis dièsel de 5 velocitats, per a la sèrie GTE; </br> a. W. per a 1,3 N/S, 1,6 S i automàtic dièsel de tres velocitats (Opel)) | Caixa de canvis de 4 velocitats, palanca de canvi </br> (a. W. per a 1.6 S i caixa de canvis dièsel de 5 velocitats, per a la sèrie GTE; </br> a. W. per a 1,3 N/S, 1,6 S i automàtic dièsel de tres velocitats (Opel)) | Caixa de canvis de 4 velocitats, palanca de canvi </br> (a. W. per a 1.6 S i caixa de canvis dièsel de 5 velocitats, per a la sèrie GTE; </br> a. W. per a 1,3 N/S, 1,6 S i automàtic dièsel de tres velocitats (Opel)) | Caixa de canvis de 4 velocitats, palanca de canvi </br> (a. W. per a 1.6 S i caixa de canvis dièsel de 5 velocitats, per a la sèrie GTE; </br> a. W. per a 1,3 N/S, 1,6 S i automàtic dièsel de tres velocitats (Opel)) |
| Suspensió davantera:                    | Puntals MacPherson, braços oscil·lants | Puntals MacPherson, braços oscil·lants | Puntals MacPherson, braços oscil·lants | Puntals MacPherson, braços oscil·lants | Puntals MacPherson, braços oscil·lants | Puntals MacPherson, braços oscil·lants | Puntals MacPherson, braços oscil·lants |
| Suspensió posterior:                    | Eix de biga de torsió amb molles helicoïdals | Eix de biga de torsió amb molles helicoïdals | Eix de biga de torsió amb molles helicoïdals | Eix de biga de torsió amb molles helicoïdals | Eix de biga de torsió amb molles helicoïdals | Eix de biga de torsió amb molles helicoïdals | Eix de biga de torsió amb molles helicoïdals |
| Cos:                                    | Xapa d'acer, autoportant | Xapa d'acer, autoportant | Xapa d'acer, autoportant | Xapa d'acer, autoportant | Xapa d'acer, autoportant | Xapa d'acer, autoportant | Xapa d'acer, autoportant |
| Amplada de via davant/darrera:          | 1406/1406 mm | 1406/1406 mm | 1406/1406 mm | 1406/1406 mm | 1406/1406 mm | 1406/1406 mm | 1406/1406 mm |
| distància entre eixos:                  | 2514 mm | 2514 mm | 2514 mm | 2514 mm | 2514 mm | 2514 mm | 2514 mm |
| Llargada:                               | 3998 mm (caravana: 4207 mm) | 3998 mm (caravana: 4207 mm) | 3998 mm (caravana: 4207 mm) | 3998 mm (caravana: 4207 mm) | 3998 mm (caravana: 4207 mm) | 3998 mm (caravana: 4207 mm) | 3998 mm (caravana: 4207 mm) |
| pes lliure:                             | 815-1060 kg | 815-1060 kg | 815-1060 kg | 815-1060 kg | 815-1060 kg | 815-1060 kg | 815-1060 kg |
| Màxima velocitat:                       | 140 km/h | 145 km/h | 147 km/h | 158 km/h | 173 km/h | 185 km/h | 143 km/h |
| 0-100 km/h:                             | 18,5 s | 16,5 s | 15,5 s | 13,5 s | 12,0 s | 10,0 s | 18 s |
| Consum (litres/100 quilòmetres):        | 10,5 N | 10.0p | 10,5 N | 10.0p | 11.0 p | 11.0 p | 6.0D |

## Models idèntics

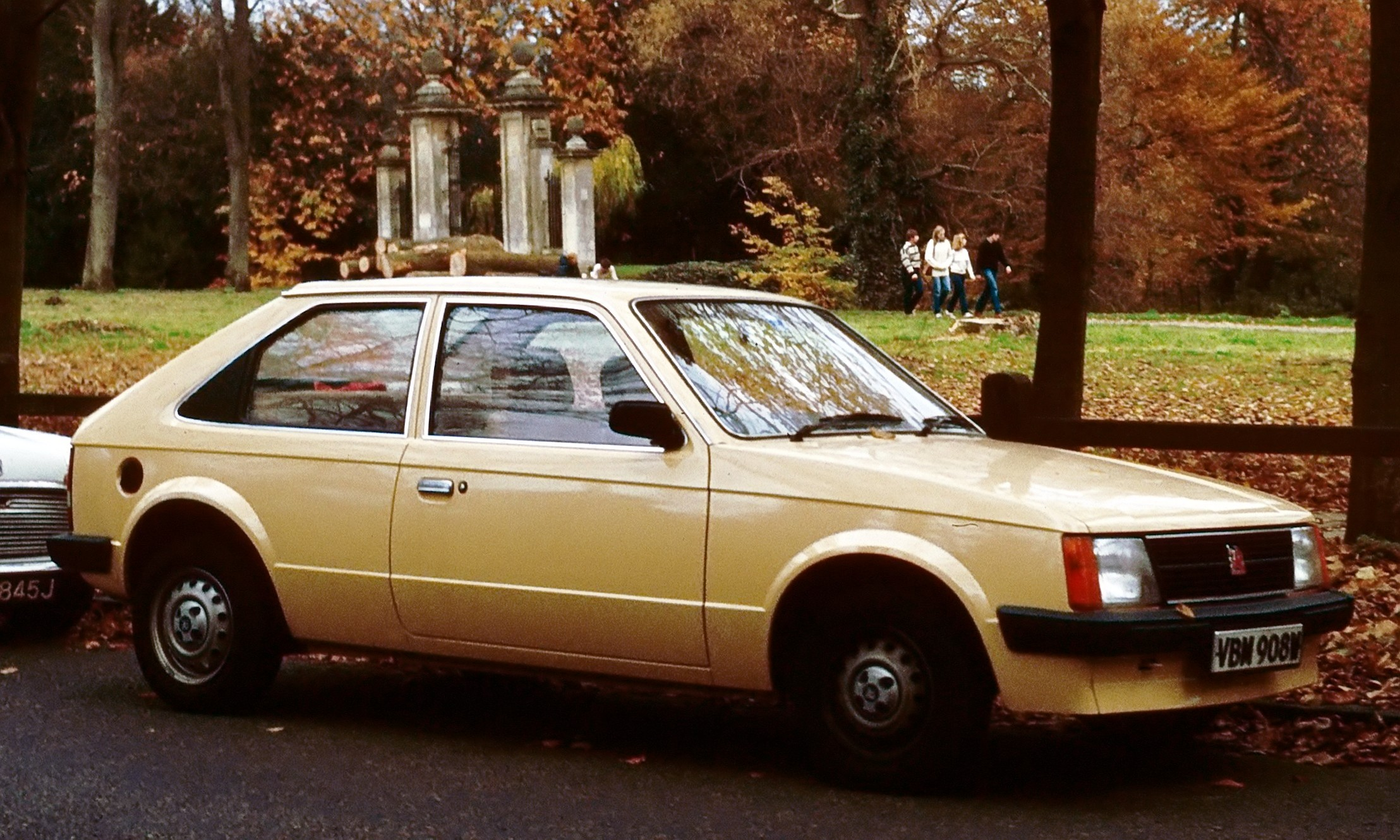
Vauxhall Astra MK1 (1979-1986)

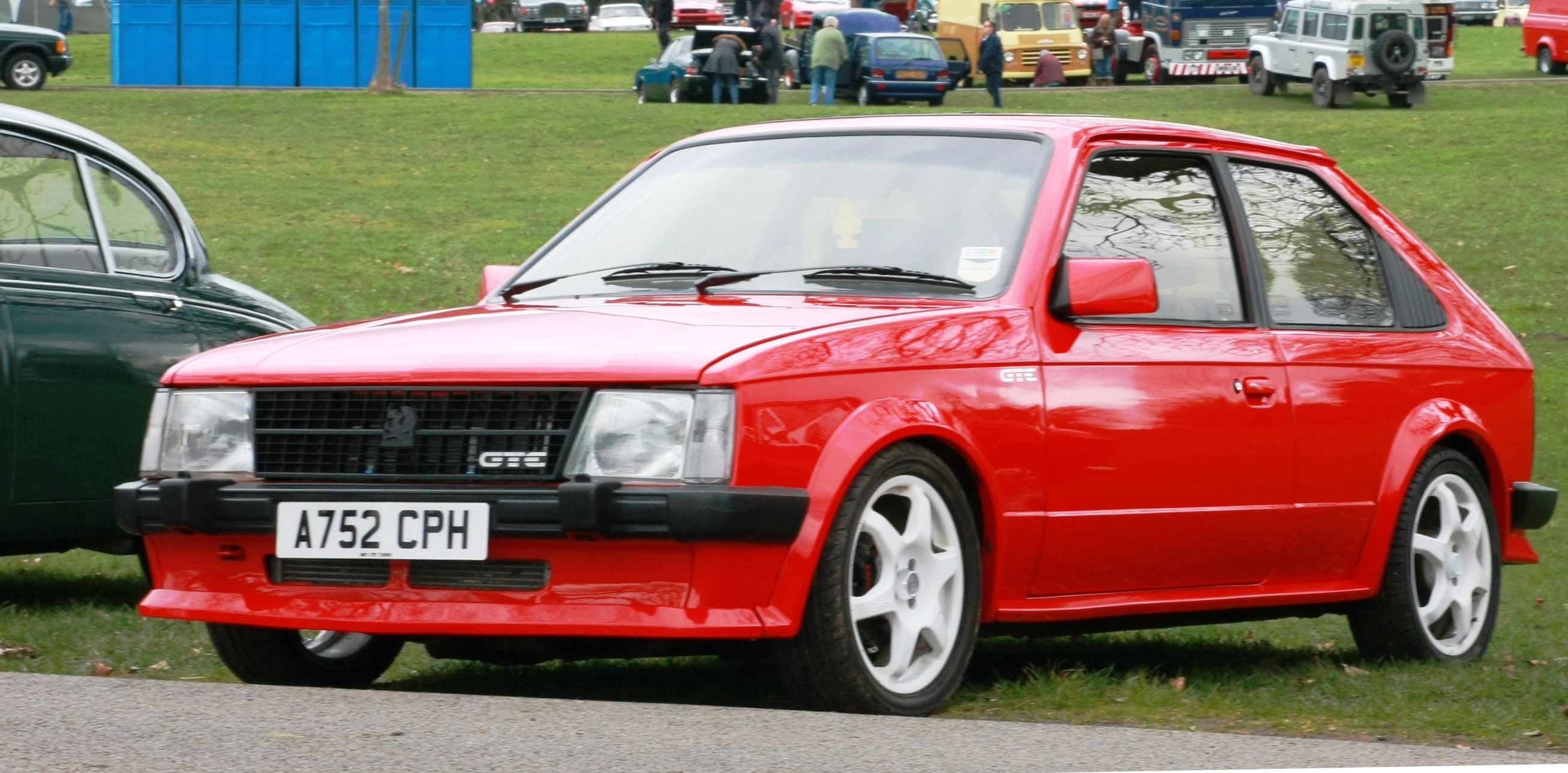
Vauxhall Astra GTE MK1 (des de 1983)

A Gran Bretanya, el Kadett D es va oferir sota la denominació Vauxhall Astra (furgoneta de lliurament: Bedford Astravan).
La principal diferència entre l'Astra i el Kadett era el seu volant a la dreta i altres emblemes. Aquest model no estava disponible a l'Europa continental. El Vauxhall també es va produir inicialment a Bochum. La producció es va traslladar a Ellesmere Port el 1981 i va continuar fins a l'agost de 1986, dos anys més que el Kadett D al continent.
Però hi havia algunes diferències. El Vauxhall Astra D es va oferir fins al 1982 juntament amb el Vauxhall Chevette, que estava disponible a Alemanya com a Opel Chevette . Quan es va presentar a l'agost, com en el Kadett D, l'1.3 S-OHC era el motor més potent produït fins al setembre de 1984. L'1,2-N-OHV amb 53 PS (39 kW) i l'1,2-S-OHV amb 60 PS (44 kW) i el motor 1.3-N-OHC instal·lat, però aquests models tenien un Dell'Orto en comptes d'un carburador Solex.
Però els estils corporals eren els mateixos. El setembre de 1981 va seguir el motor 1.6 S, que també es va introduir en paral·lel al Kadett D i va ser el primer motor de la sèrie OHC "Big Block". Va fer 90 PS (66 kW) i les modificacions al xassís i als frens van ser la base dels posteriors models GTE. Al mateix temps que es va suspendre la producció del Chevette, es van afegir noves variants de motor a la gamma Astra D.
Aquests inclouen el motor 1.2-S-OHC amb 60 PS (44 kW), que com l'1.3 S es va produir fins al setembre de 1984 i el motor 1.6-D-OHC, que també va aparèixer al Kadett D al mateix temps, però va romandre a la sèrie fins al final. D'acord amb el sistema modular Vauxhall/Opel, molts components de l'1.6 S-OHC es van adoptar en el desenvolupament del motor dièsel.
El març de 1983, la versió esportiva de l'Astra GTE es va presentar a l'illa al mateix temps que el Kadett GTE. Hi havia moltes similituds, com el motor 1.8 E amb injecció Bosch LE Jetronic, però també hi havia petites diferències en l'equipament. L'Astra GTE venia de sèrie amb rentafars, dos fars antiboira posteriors i finestres laterals, però tenia miralls exteriors estàndard. Amb el Kadett GTE, aquests extres estaven subjectes a un recàrrec, però els retrovisors exteriors esportius eren de sèrie, igual que amb les variants SR.
A partir de setembre de 1984 només es va poder triar entre tres motors OHC "big block", el motor de gasolina 1.6 S amb 90 PS (66 kW), el 1.6 D dièsel amb 54 PS (40 kW) i els 115 PS (85 kW) potent GTE.

## Versions convertibles

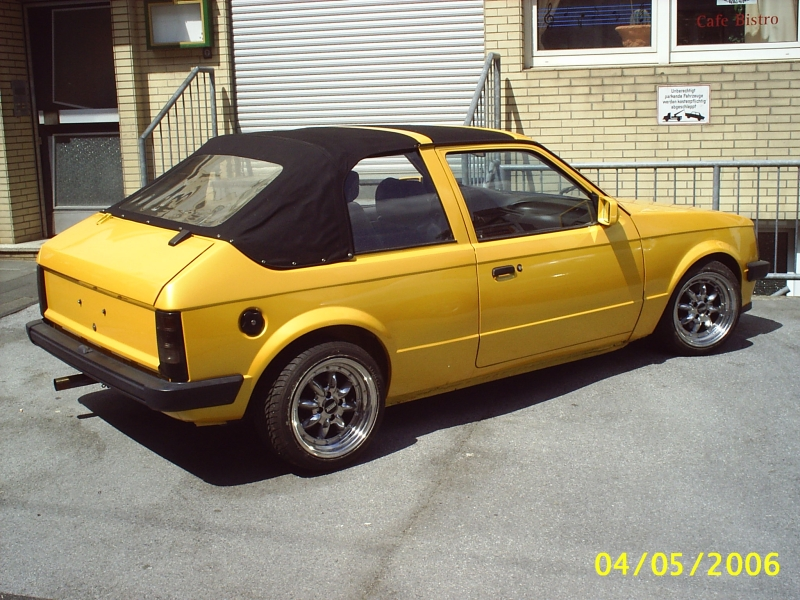
Opel Kadett Aero

L'Opel Kadett D també es va convertir en un descapotable per tallers de carrosseria més petits. Probablement el convertible més construït prové de l'empresa Bieber, que tenia la seu a Borken i ja no existeix. Es podria comprar un kit complet per a l'automuntatge. Per un recàrrec, l'empresa Bieber també va assumir la conversió de la shell. El kit de conversió amb capota tova costava DM 3.450. S'ha hagut de pagar un recàrrec de 500 DM per la conversió de la shell. De 1985 a 1992, es van convertir uns 260 vehicles Kadett D.
L'empresa Baumgärtner també fabricava convertibles Opel Kadett D, però amb molta menys freqüència. Diferents fonts anomenen 9-14 vehicles. A diferència del Bieber convertible, que tenia una capota plegable, la solució superior per al Baumgärtner era feixuga i de caràcter més temporal, però de cap manera realment adequada per a l'ús diari. Després d'haver col·locat els suports, s'havia d'aixecar la part superior en un procés molt laboriós. La conversió, d'altra banda, d'alta qualitat amb molts reforços i reforços diferents no només va augmentar el pes, sinó també el preu. Una conversió completa de Baumgärtner podria costar fàcilment entre 8.000 i 10.000 DM, i molt més per a peticions especials. Malgrat les seves belles i elegants línies (sense capó), el vehicle o la conversió a un descapotable gairebé no es ven a causa de l'alt preu i la limitada aptitud per a l'ús quotidià (capó).
El Kadett D Aero, que un concessionari Opel a Mayen va encarregar al taller de carrosseria Welsch, també amb seu a Mayen, també és molt rar. Hauria de basar-se en l'èxit del Kadett C Aero, però només es va vendre nou vegades. Els costos de conversió van ser de 8.500 DM, un cost de vehicle complet superior a 20.000 DM. Es van construir un total de nou vehicles, inicialment cinc, després quatre més.